# Revue des études byzantines
La Revue des études byzantines è una rivista cattolica dedicata allo studio del cristianesimo greco e in particolare della civiltà bizantina, fondata nel 1897 con il titolo Échos d'Orient a Kadıköy (allora nell'Impero ottomano) come organo del Centro di studi orientali gestito dalla congregazione dell'Assunzione di quella città. Dopo 39 volumi pubblicati con il titolo iniziale, la pubblicazione è proseguita tra il 1943 e il 1945 con il titolo Études byzantines e dal 1946 con il titolo Revue des études byzantines.

## Storia

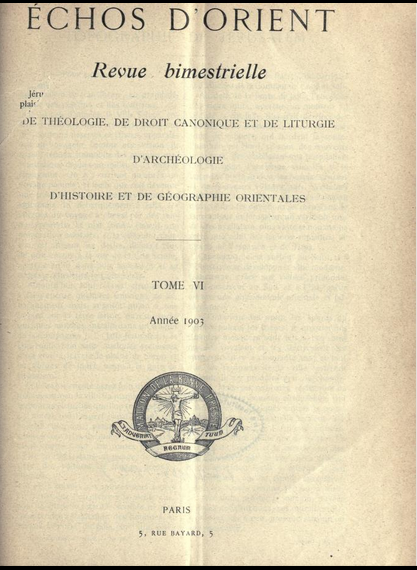
Copertina del VI volume (1903) di Échos d'Orient, titolo originale della rivista.

L'Istituto Kadiköy è stato fondato il 7 ottobre 1895, con il nome di École Pratique des Hautes Etudes, su impulso di Papa Leone XIII. Il suo scopo era quello di lavorare per il "ritorno" dei dissidenti cristiani greci e bulgari all'ovile della Chiesa cattolica romana: a tal fine, era necessario formare sacerdoti indigeni che praticassero la liturgia bizantina ma riconoscessero il primato del Papa, e all'istituto fu affidato il compito di formare insegnanti che avrebbero istruito a loro volta i candidati al sacerdozio. Il suo campo di attività era la storia, la lingua e la liturgia delle chiese greco-slave.
Questo istituto bizantino è stato affidato alla congregazione dell'Assunzione. Fu posta sotto la direzione di padre Louis Petit (1868-1927), un savoiardo che entrò nella congregazione nel 1885 (poi nominato arcivescovo latino di Atene e delegato apostolico in Grecia nel 1912). L'istituto (variamente denominato École pratique d'études orientales, o Institut des hautes études byzantines), chiuso dal 1914 al 1922 (alcune attività furono mantenute ad Atene), fu trasferito a Bucarest nel 1937 (con il nome di Institut français d'études byzantines, IFEB), e poi a Parigi nel 1947 (dopo l'arresto, il 7 ottobre, e l'espulsione in Francia, il 21 novembre, dei tre responsabili, Vitalien Laurent, Raymond Janin e Jean Darrouzès). Fino al luglio 1980, l'istituto è rimasto in un edificio di proprietà della congregazione (8, rue François Ier, nell'8º arrondissement), per poi essere annesso (con la sua biblioteca) all'Institut catholique de Paris.
Il primo numero di Échos d'Orient fu stampato nell'ottobre 1897 dalla Maison de la Bonne Presse (la casa editrice degli Assunzionisti) di Parigi. La rivista fu originariamente pubblicata come continuazione di Échos de Notre-Dame de France à Jérusalem, un mensile creato nel 1888 per i pellegrini in Terra santa (la casa di Notre Dame de France era il loro luogo di ospitalità a Gerusalemme); il numero di settembre 1897 di questo organo annunciava la sua trasformazione il mese successivo in Échos d'Orient. In effetti, ben presto ci si rese conto che si stavano confondendo due funzioni e due pubblici diversi, e Échos de Notre-Dame de France riprese la sua esistenza separata nell'aprile del 1898 (fino al 1904). Ma la rivista scientifica ha preso il nome dalla precedente.
Uno dei primi artefici dell'Istituto di Kadikoy e della rivista fu padre Edmond Bouvy (1847-1940), che firmò un articolo programmatico nel fascicolo 9 del primo volume (giugno 1898): "Les Echos d'Orient non è una rivista esclusivamente specialistica di archeologia, storia, liturgia e letteratura bizantina. Abbiamo un obiettivo immediato e, diciamolo forte, un obiettivo soprannaturale e apostolico: interessare i cristiani d'Occidente ai cristiani d'Oriente, lavorare per l'estinzione dello scisma, per la grande opera di unione intrapresa da Leone XIII; provocare nella Chiesa, e soprattutto in Francia, a favore dell'Oriente e delle cose d'Oriente, un triplice movimento di preghiera, studio e azione. Il primo segretario della rivista fu padre Simeon Vailhé (1873-1960). Un altro importante membro del gruppo originario fu padre Jules Pargoire (1872-1907). I direttori successivi furono Louis Petit (1897-1912), Sévérien Salaville (1912-1932) e Vitalien Laurent.
Dal 1897 al 1943, la rivista ha pubblicato 200 numeri in 39 volumi. Nel 1944 apparve il primo volume (datato 1943) di una raccolta intitolata Études byzantines. Il volume II, pubblicato nel 1945 (datato 1944), annunciava a pagina 2: "Les Études byzantines sont la continuation des Échos d'Orient". Dal quarto volume (datato 1946), il titolo divenne Revue des études byzantines, pubblicata in volumi annuali.
Organo dell'Institut français d'études byzantines, i suoi numeri dal 1897 al 2010 sono disponibili sul sito web di Persée. I numeri recenti sono disponibili sul sito web Peeters Publishers.